# Zračna luka Singapur
Zračna luka Singapur Changi (IATA: SIN, ICAO: WSSS) međunarodna je zračna luka u Singapuru. Glavno je zrakoplovno čvorište u jugoistočnoj Aziji, smještena na križanju puteva iz Europe prema JI Aziji te dalje prema Australiji i Oceaniji. Jedna je od najvećih zračnih luka u svijetu prema broju putnika. Smještena je oko 17 kilometara sjeveroistočno od trgovačkog centra Singapura, u Changiju, na površini od 13km2.

## Vanjske poveznice
- http://www.changiairport.com/